# Therese Grankvist
Therese Grankvist (Nässjö, Suécia, 2 de maio de 1977) é uma cantora, compositora e produtora sueca, que ficou conhecida ao integrar o grupo Drömhus de 1997 a 2000. Em 2002 a cantora se lançou em carreira solo.

## Discografia

### Álbuns
- 2003: Acapulco

### Singles
| Ano  | Single                                               | Charts | Charts | Charts | Charts         | Charts | Charts | Charts | Charts | Charts | Álbum            |
| Ano  | Single                                               | SUE    | FIN    | UK     | UK Chart Dance | IRL    | SUI    | POL    | RUS    | AUS    | Álbum            |
| ---- | ---------------------------------------------------- | ------ | ------ | ------ | -------------- | ------ | ------ | ------ | ------ | ------ | ---------------- |
| 2002 | "Monkey"                                             | 10     | 7      | 50     | -              | -      | -      | -      | -      | -      | Acapulco         |
| 2002 | "I Need Somebody"                                    | 17     | 21     | 49     | -              | -      | -      | -      | -      | -      | Acapulco         |
| 2003 | "Time"                                               | 8      | 2      | 33     | 6              | -      | -      | -      | -      | -      | Time - CD Single |
| 2004 | "Put' Em High" (feat. Stonebridge)                   | 3      | 9      | 6      | 1              | 4      | -      | -      | -      | 33     | Can't Get Enough |
| 2005 | "Take Me Away" (feat. Stonebridge)                   | 7      | 2      | 9      | 1              | 7      | -      | -      | -      | -      | Can't Get Enough |
| 2007 | "The Arrival" (feat. The Attic)                      | 18     | 10     | -      | -              | -      | -      | -      | -      | -      | Melodifestivalen |
| 2007 | "If Only You" (feat. Danny Saucedo)                  | 3      | 4      | 25     | -              | -      | 88     | 1      | 1      | -      | Heart Beats      |
| 2007 | "Feelin' Me"                                         | 9      | 9      | 32     | 1              | -      | -      | -      | -      | -      | Unreleased Album |
| 2009 | "Neon Lights (See My Baby)" (feat. Elek-Tro Junkies) | 34     | 40     | -      | -              | -      | -      | -      | -      | -      | Unreleased Album |
| 2009 | "Shed My Skin"                                       | 50     | 47     | -      | -              | -      | -      | -      | -      | -      | Unreleased Album |
| 2010 | "Say It (In The Morning)"                            | -      | -      | -      | -              | -      | -      | -      | -      | -      | Unreleased Album |